# Цагароло
Цагароло, Цаґароло (італ. Zagarolo) — муніципалітет в Італії, у регіоні Лаціо,  метрополійне місто Рим-Столиця.
Цагароло розташоване на відстані близько 30 км на схід від Рима.
Населення — 17 792 особи (2014).

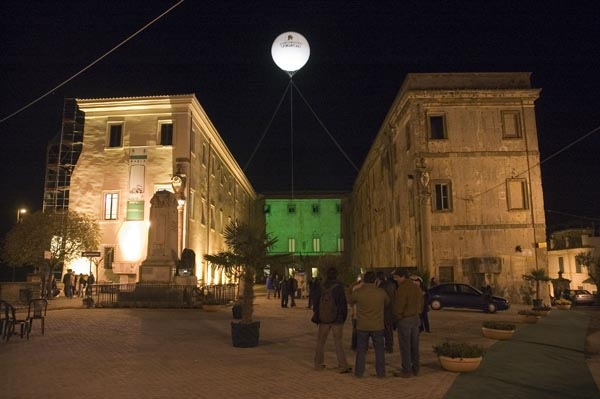

Щорічний фестиваль відбувається 10 серпня. Покровитель — San Lorenzo Martire.

## Демографія
Населення за роками:

Станом на 1 січня 2023 року в муніципалітеті офіційно проживало 2430 іноземців з 83 країн, серед них 1733 громадяни країн Євросоюзу та 35 громадян України.

## Сусідні муніципалітети
- Галлікано-нель-Лаціо
- Монте-Компатрі
- Палестрина
- Рим
- Сан-Чезарео